# Glaucorhoe geraea
Glaucorhoe geraea là một loài bướm đêm trong họ Geometridae.